# Hyphantrophaga collina
Hyphantrophaga collina là một loài ruồi trong họ Tachinidae.